# Пракседис Балбоа, Бреча 13 Километро 96.2 а 96.8 (Ваље Ермосо)
Пракседис Балбоа, Бреча 13 Километро 96.2 а 96.8 (шп. Praxedis Balboa, Brecha 113 Kilómetro 96.2 a 96.8) насеље је у Мексику у савезној држави Тамаулипас у општини Ваље Ермосо. Насеље се налази на надморској висини од 11 м.

## Становништво
Према подацима из 2010. године у насељу је живело 5 становника.

### Хронологија
| Година       | 2005 | 2010 |
| ------------ | ---- | ---- |
| Становништво | 5    | 5    |

### Попис
| # | Индикатор                     | Вредност |
| - | ----------------------------- | -------- |
| 1 | Укупно домаћинстава           | 2        |
| 2 | Укупно насељених домаћинстава | 1        |
| 3 | Величина локације             | 1        |